# Authentizitätspartei
Die Authentizitätspartei (arabisch حزب الأصالة, DMG Ḥizb al-Aṣāla) ist eine Partei in Ägypten, welche nach der Revolution im Jahr 2011 gegründet wurde. Sie gilt als salafistisch und islamistisch. Zu ihren Zielen gehört auch die Einführung der Scharia.
Bei den Parlamentswahlen gewann sie mit der Parteiallianz Islamischer Block drei von 127 Sitzen. Neben der Authentizitätspartei gehört zur Allianz die Partei des Lichts und die Aufbau- und Entwicklungspartei der Gamaa Islamija. Bei der Präsidentschaftswahl in Ägypten 2012 trat die Authentizitätspartei mit Abdullah al-Asch'al als Kandidat an.